# Gosfield Hall
Gosfield Hall est une maison de campagne située à Gosfield, près de Braintree dans l'Essex, en Angleterre. Il s'agit d'un bâtiment classé Grade I.

## Histoire
La maison est construite en 1545 par Sir John Wentworth, membre de la maison du cardinal Wolsey, et accueille les visites royales de la reine Élisabeth Ire et de sa grande suite tout au long du milieu du XVIe siècle. John Wentworth, haut shérif d'Essex, décédé en 1613, laisse "un splendide héritage" à son fils aîné, Sir John Wentworth, 1er baronnet, qui ruine la famille par extravagance.
Sir Thomas Millington y réside en 1691. Il reconstruit le Grand Salon qui reste longtemps la salle des banquets de l'État. A la même époque, il fait construire des chambres d'hôtes au-dessus du Salon. Son écusson, un aigle bicéphale, est visible au-dessus des portes centrales côté cour.
Le manoir est construit autour d'une cour centrale, et la façade ouest a encore une belle façade Tudor. La façade est a été remodelée par John Knight après son entrée en possession en 1715 et à nouveau plus tard au XVIIIe siècle pour Robert Nugent (1er comte Nugent) (1702–1788), qui remodèle également la façade sud et créé le lac d'un mile de long . La magnifique salle de bal est ajoutée et le parc aux cerfs est aménagé pour que la propriété devienne une maison familiale pour son gendre le marquis de Buckingham (1753–1813).
Plus tard, pendant la Révolution française, Gosfield Hall devient la demeure du comte de Provence, le futur Louis XVIII, et de son épouse Marie-Joséphine de Savoie qui ont fui la France pour vivre en exil en grande pompe, avec plus de 350 courtisans et le personnel présent de 1807 à 1809.
De nombreux travaux de restauration sont effectués par Samuel Courtauld, propriétaire de la maison entre 1854 et 1881. Au début du XXe siècle, la maison est pratiquement abandonnée, mais elle sert de base aux troupes stationnées dans l'Essex pendant la Seconde Guerre mondiale .
Plus récemment, le manoir appartient à la Country Houses Association jusqu'à ce qu'elle soit mise en liquidation en 2003. Il est maintenant géré comme un lieu de mariage.